# SUPER JUNIOR-K.R.Y. JAPAN TOUR 2015 ~phonograph~
《SUPER JUNIOR-K.R.Y. JAPAN TOUR 2015 ~phonograph~》는 슈퍼주니어의 유닛 슈퍼주니어-K.R.Y.의 세 번째 일본 전국 콘서트 투어이다.

## 개요
2015년 2월 24일, 멤버 예성의 소집해제에 앞서 슈퍼주니어 일본 공식 홈페이지는 슈퍼주니어-K.R.Y.의 세 번째 일본 투어의 총 8일간의 일정을 공개하였고, 3월 26일에 Y티켓, 4월 17일 야후재팬을 통해 예매가 실시되었다. 현지 팬들의 호응이 좋아 6월 13일, 14일, 그리고 7월 2일의 공연 일정이 추가되었고 4월 21일에 역시 야후재팬을 통한 추가 공연 예매가 실시되었다.

## 투어 일정
| 일정            | 도시   | 장소               | 관객 수       |
| --------------- | ------ | ------------------ | ------------- |
| 2015년 6월 2일  | 횡빈   | 요코하마 아레나    | 통산 16,000명 |
| 2015년 6월 3일  | 횡빈   | 요코하마 아레나    | 통산 16,000명 |
| 2015년 6월 11일 | 신호   | 고베 월드 기념 홀  | 통산 40,000명 |
| 2015년 6월 12일 | 신호   | 고베 월드 기념 홀  | 통산 40,000명 |
| 2015년 6월 13일 | 신호   | 고베 월드 기념 홀  | 통산 40,000명 |
| 2015년 6월 14일 | 신호   | 고베 월드 기념 홀  | 통산 40,000명 |
| 2015년 6월 17일 | 복강   | 마린 멧세 후쿠오카 | 통산 24,000명 |
| 2015년 6월 18일 | 복강   | 마린 멧세 후쿠오카 | 통산 24,000명 |
| 2015년 6월 30일 | 나고야 | 니혼 가이시 홀     | 통산 30,000명 |
| 2015년 7월 1일  | 나고야 | 니혼 가이시 홀     | 통산 30,000명 |
| 2015년 7월 2일  | 나고야 | 니혼 가이시 홀     | 통산 30,000명 |

## 세트 리스트
- Opening VCR -
- Opening Medley

1. ハナミズキ - 산딸기나무 (규현)
2. 응결 (Coagulation) (려욱)
3. 마주치지 말자 (Let's Not...) (예성)

- VCR #2 -
- My Love, My Kiss, My Heart
- 중 (...ing)

- Ment -
- Believe
- 걸음을 멈추고
- 月蝕 - 월식 (Lunar Eclipse)

- VCR #3 -
- 먹지 (Gray Paper) (예성 Solo)
- 어떤 말로도 (Confession) (예성 Solo)

- Ment (예성) -
- 逢いたくていま - 만나고 싶어서 지금[4](려욱 Solo)
- 桜 (사쿠라 - 벚꽃)[5](규현 Solo)

- Ment (규현) -
- 광화문에서 (At Gwanghwamun) (규현 Solo)
- つけまつける - 속눈썹 붙이자[6](려욱 Solo)

- Ment -
- ひまわりの約束 - 해바라기의 약속[7]
- 366日[8]
- Loving You

- VCR #4 -
- Points Of No Return
- 도로시 (Dorothy)

- Ment -
- Promise You
- SKY

- Encore VCR -
- 너로부터 (From U)
- JOIN HANDS

- Ment -
- 한 사람만을 (The One I Love)

## 제작
- 슈퍼주니어-K.R.Y. (예성, 려욱, 규현)
- 기획 · 제작 : 에이벡스 엔터테인먼트, SM 엔터테인먼트 재팬
- 총감독 : 오오쿠보 마사오